# Jurij Andruchowytsch

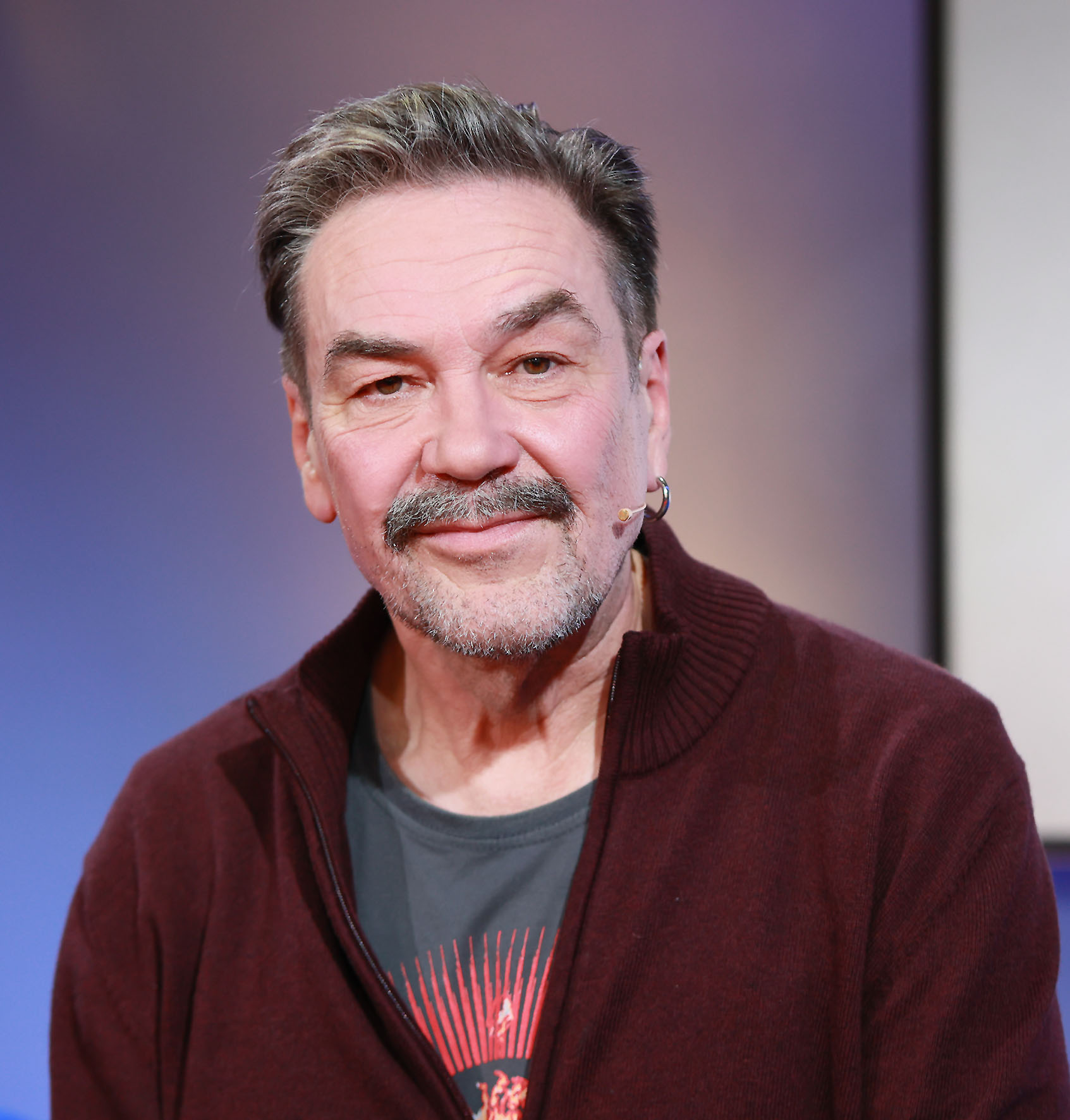
Andruchowytsch (2022)

Jurij Ihorowytsch Andruchowytsch (ukrainisch Юрій Ігорович Андрухович; wiss. Transliteration Jurij Ihorovyč Andruchovyč; * 13. März 1960 in Stanislaw, Ukrainische SSR) ist ein ukrainischer Schriftsteller, Dichter, Essayist und Übersetzer. Er gilt zu Beginn des 21. Jahrhunderts als eine der wichtigsten kulturellen und intellektuellen Stimmen seines Landes. Andruchowytschs Werke werden international übersetzt und verlegt.

## Leben
Geboren im westukrainischen Stanislaw, heute Iwano-Frankiwsk, schloss Andruchowytsch 1982 ein Studium an der journalistischen Fakultät des Lemberger Polygraphischen Instituts ab und leistete anschließend (1983/84) zunächst seinen zweijährigen Wehrdienst in der Sowjetarmee ab.
Bereits seit 1982 wurden seine ersten Gedichte in Literaturzeitschriften veröffentlicht; 1985 gründete er zusammen mit Wiktor Neborak und Oleksandr Irwanez die literarische Performance-Gruppe Bu-Ba-Bu (steht für бурлеск – балаган – буфонада, übersetzt etwa: Burleske, Rummel, Possenreißer). Im gleichen Jahr erschien Andruchowytschs erster Gedichtband Nebo i ploschtschi („Himmel und Plätze“) und wurde von der Kritik positiv aufgenommen. Seine Armeezeit verarbeitete er satirisch in sieben Kurzgeschichten und einem Drehbuch, das der Regisseur Andrei Dontschyk 1991 für den Film Oxygen Starvation (Кислородное голодание) verwendete. Sie erschienen 1989 unter dem Titel Links, wo das Herz schlägt (Зліва, де серце: Оповідання) und wurden 1994 in Teilen von Anna-Halja Horbatsch ins Deutsche übersetzt und herausgegeben. Der Erzählband markiert den Beginn von Andruchowytschs Hinwendung zur Prosa. 1991 verabschiedete er sich mit dem letzten Gedichtband Exotische Pflanzen und Vögel von der Lyrik.
1989 bis 1991 belegte Andruchowytsch am Moskauer Maxim-Gorki-Institut Kurse für Fortgeschrittene Literatur. Im November 1989 führte ihn eine Lesereise durch mehrere US-amerikanische Universitätsstädte. Seine Romane werden erfolgreich in der Ukraine und im Ausland verlegt, zuletzt erschien im August 2008 Geheimnis (Таємниця. Замість роману, 2007) in deutscher Sprache. Die ersten drei Romane griffen in satirisch-kontroverser Art Themen der post-sowjetischen Realität auf: Mit Rekreaziji („Seitensprünge“) persiflierte er die nationale Renaissance in der Ukraine, Moscoviada zielt auf russischen Kulturchauvinismus gegenüber den Emanzipationsbewegungen früherer Sowjetrepubliken, was durchaus auch kontroverse Reaktionen beim Publikum hervorrief und von seinem Aufenthalt in Moskau inspiriert sein dürfte. Zwölf Ringe hingegen handelt von einem fiktiven österreichischen Fotografen, der auf der Suche nach seinen galizischen Wurzeln die chaotische Gegenwart der Ukraine erlebt.
Neben seiner eigenen schriftstellerischen Arbeit übersetzt Andruchowytsch aus dem Deutschen, Polnischen, Russischen und Englischen ins Ukrainische, so beispielsweise Gedichte von Rilke und Boris Pasternak, sowie Shakespeares Hamlet, aber auch Dichter der amerikanischen Beat Generation.

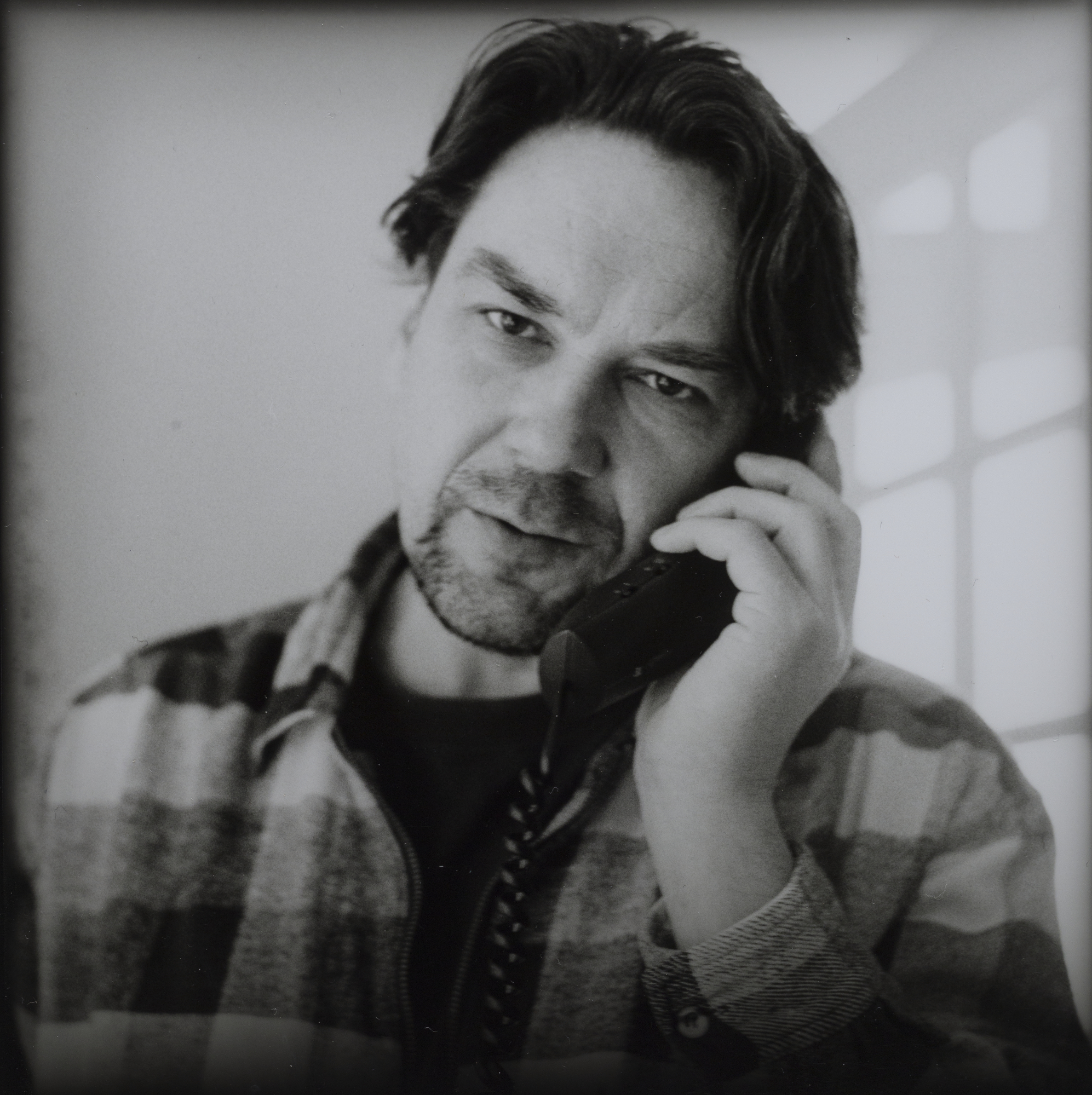
Jurij Andruchowytsch während eines Aufenthalts in der Villa Waldberta (1992)

Zu Beginn des neuen Jahrtausends wandte sich Jurij Andruchowytsch erneut der Poesie zu – obwohl reifer in Stil und freier in der Form als in den frühen Gedichten, bleibt der Dichter in seiner Lyrik gewohnt experimentell und verspielt.
Der Schriftsteller hatte im Gespräch mit Jürg Vollmer im Frühjahr 2015 erklärt, er habe seit den Ereignissen auf dem Euromaidan kein Buch mehr schreiben können und in der Rezension des  Buches von 2016, dem Kleinen Lexikon der Städte, erläuterte die NZZ seine Enttäuschung über «Europa» mit seiner folgenden Aussage: „Am 21. Februar 2014 wurde ich von Anrufen [aus dem Ausland] überschüttet.“ Er habe den Anrufern vom Heroismus der auf dem Maidan Erschossenen erzählen wollen, aber „die erschossenen Helden interessierten niemanden. Alle interessieren nur die ‚Nazis‘, ‚ultrarechten Faschisten‘, ‚Ultraextraneofaschinazis‘.“ Andruchowytsch gehört zu den Erstunterzeichnern eines offenen Briefs an die deutsche Bundeskanzlerin und den Bundesaußenminister, in dem diese darum gebeten werden, sich für die Freilassung des in Russland inhaftierten ukrainischen Filmemachers Oleh Senzow einzusetzen. Nicht einmal die Anerkennung der besetzten Gebiete im Osten am 21. Februar 2022 habe die Gelassenheit der Ukrainer verschwinden lassen können, jedoch die „wahnsinnige“ Rede Wladimir Putins danach. Andruchowytsch stellte darin Orwell'sche Elemente fest; Putin nenne Krieg Frieden, Attacke nenne er Verteidigung und seine Ideologie stamme aus dem 19. Jahrhundert. Putin, der nur geopolitisch denke, habe jeglichen Kontakt zur Realität verloren und interessiere sich weder für die realen Probleme Russlands noch für die reale Ukraine.

### Auszeichnungen
Jurij Andruchowytsch wurde mit nationalen und internationalen Preisen ausgezeichnet, darunter 2001 mit dem Antonowytsch-Preis und dem Herder-Preis der Alfred-Toepfer-Stiftung, mit dem kulturelle Leistungen in Osteuropa gewürdigt werden. 2005 erhielt Jurij Andruchowytsch den Sonderpreis zum Erich-Maria-Remarque-Friedenspreis der Stadt Osnabrück und war Gast des Berliner Künstlerprogramms des DAAD. 2006 wurde er Mitglied der Deutschen Akademie für Sprache und Dichtung und bekam den Leipziger Buchpreis zur Europäischen Verständigung. 2014 erhielt er zusammen mit Marija Aljochina und Nadeschda Tolokonnikowa den Hannah-Arendt-Preis. In seiner Heimat ist er Vizepräsident des Ukrainischen Schriftstellerverbands (Assoziazija ukrajinskych pysmennykiw – AUP).
2016 wurde Jurij Andruchowytsch die Goethe-Medaille des Goethe-Instituts und 2022 der Heinrich-Heine-Preis der Stadt Düsseldorf verliehen.

## Werke (Auswahl)

### Gedichtbände
- Nebo i ploschtschi („Himmel und Plätze“); Небо і площі (1985)
- Seredmistja („Downtown“); Середмістя (1989)
- Exotytschni ptachy i roslyny („Exotische Pflanzen und Vögel“); Екзотичні птахи і рослини (1991)
- Exotytschni ptachy i roslyny s dodatkom „Indija“ („Exotische Pflanzen und Vögel mit dem Anhang Indien“); Екзотичні птахи і рослини з додатком “Індія” (1997)

### Romane
- Rekreaziji, Roman, (Рекреації, 1992)[9]
  - Karpatenkarneval: Roman. Übersetzung von Sabine Stöhr. Suhrkamp Verlag, Berlin 2019, ISBN 978-3-518-46941-5
- Moskowiada („Moscoviada“; Московіада, 1993)
  - deutsch: aus dem Ukrainischen von Sabine Stöhr: Moscoviada, Roman. Suhrkamp Verlag, Frankfurt am Main 2006, ISBN 3-518-41826-2
  - deutsch: aus dem Ukrainischen von Sabine Stöhr: Moscoviada, Roman. Suhrkamp Verlag, Berlin 2012, ISBN 978-3-518-46312-3
- Perwersija (Перверзія, 1996)
  - deutsch von Sabine Stöhr: Perversion, Roman. Suhrkamp Verlag, Berlin 2011, ISBN 978-3-518-42249-6.
  - deutsch von Sabine Stöhr: Perversion, Roman. Suhrkamp Verlag, Berlin 2013, ISBN 978-3-518-46409-0.
- Dwanadzjat obrutschiw, Roman, (Zwölf Ringe; Дванадцять обручів, 2003)
  - deutsch von Sabine Stöhr: Zwölf Ringe, Roman. Suhrkamp Verlag, Frankfurt am Main 2005, ISBN 3-518-41681-2.
- Tajemnyzja. Samist romanu,Таємниця. Замість роману, 2007;
  - deutsch von Sabine Stöhr: Geheimnis, Roman. Suhrkamp Verlag, Frankfurt am Main 2008, ISBN 978-3-518-42011-9.
- Kochancii Justyciji, Кочанціі Юстиції, 2017; (Meridian Czernowitz in Czernowitz[10])
  - deutsch von Sabine Stöhr: Die Lieblinge der Justiz: Parahistorischer Roman in achteinhalb Kapiteln, Roman. Suhrkamp, Berlin 2020, ISBN 978-3-518-42906-8.
- Radio Nič, 2021; Meridian Czernowitz in Czernowitz
  - deutsch von Sabine Stöhr: Radio Nacht, Roman. Suhrkamp, Berlin 2022, ISBN 978-3-518-43072-9.

### Kurzgeschichte
- Leksykon intymnyh mist (Лексикон інтимних міст, 2011)
  - deutsch: aus dem Ukrainischen von Sabine Stöhr: Kleines Lexikon intimer Städte: autonomes Lehrbuch der Geopoetik und Kosmopolitik, Kurzgeschichten. Suhrkamp Verlag, Berlin 2016, ISBN 978-3-458-17679-4

### Erzählungen
- Die Verbrennung. Eine parodistische Parabel aus der Ukraine, aus dem Ukrainischen von Sabine Stöhr. Erstveröffentlicht in der Frankfurter Allgemeinen Zeitung vom 19. April 2014, S. 11.[11]

### Essays
- Mein Europa, Essays, mit Andrzej Stasiuk, Sofia Onufriv, Martin Pollack, (Моя Європа: Два есеї про найдивнішу частину світу, 2004), ISBN 3-518-12370-X
- Das letzte Territorium, Essays, (u. a. mit Auszügen aus Дезорієнтація на місцевості: Спроби – Desorijentazija na miszewosti, 2003), ISBN 3-518-12446-3
- Engel und Dämonen in der Peripherie, Essays, (Диявол ховається в сирі, 2006, dt.: 2007), ISBN 978-3-518-12513-7

### Nonfiction
- Euromaidan. Was in der Ukraine auf dem Spiel steht, Juri Andruchowytsch (Hg.); Redaktion: Katharina Raabe, Suhrkamp Verlag, Berlin 2014, ISBN 978-3-518-06072-8

### Musik
- Andruchoid (2005) mit Mikołaj Trzaska, Macio Moretti, Wojtek Mazolewski
- Samogon (2006) mit der polnischen Band Karbido

### Sonstiges
- Reich mir die steinerne Laute; Ukrainische Lyrik des 20. Jahrhunderts, ausgewählt von Jurij Andruchowytsch. 1996, ISBN 3-931180-05-0
- Orpheus, Illegal; Drama, Uraufführung 2005 am Schauspiel Düsseldorf.